# Juegos Mediterráneos de 1967
Los V Juegos Mediterráneos se celebraron en Túnez (Túnez), del 8 al 17 de septiembre de 1967, bajo la denominación Túnez 1967. Para esta edición se construyó el Complejo Deportivo El Menzah, compuesto por un estadio, un palacio de deportes y una piscina. Las dos grandes novedades de esta edición fueron la participación de mujeres y la instauración del control antidopaje. En el medallero, Italia se imponía por delante de Yugoslavia, Francia y España.
Participaron un total de 1.249 deportistas (1.211 hombres y 38 mujeres) representantes de 12 países mediterráneos. El total de competiciones fue de 93 repartidas en 14 deportes.

## Medallero
| Núm. | País       | Oro | Plata | Bronce | Total |
| ---- | ---------- | --- | ----- | ------ | ----- |
| 1    | Italia     | 37  | 31    | 21     | 89    |
| 2    | Yugoslavia | 15  | 16    | 5      | 36    |
| 3    | Francia    | 11  | 6     | 5      | 22    |
| 4    | España     | 10  | 14    | 28     | 52    |
| 5    | Turquía    | 9   | 9     | 7      | 25    |
| 6    | Túnez      | 5   | 9     | 13     | 27    |
| 7    | Grecia     | 6   | 6     | 13     | 25    |
| 8    | Marruecos  | 1   | 1     | 3      | 5     |
| 9    | Líbano     | 0   | 1     | 2      | 3     |
| 10   | Argelia    | 0   | 0     | 3      | 3     |
| 11   | Libia      | 0   | 0     | 2      | 2     |